# Alfre Woodard
Alfre Woodard (Tulsa, Oklahoma, Estats Units, 22 de novembre de 1952) és una actriu i productora estatunidenca.

## Biografia
Alfre Woodard és filla de Constància i Marion H. Woodard i la més jove de tres germans. Estudia primer a la Bishop Kelley High School. Cheerleaders al col·legi, es decanta a continuació cap al teatre, després l'estudia a la Universitat de Boston de la qual es diploma l'any 1974.
Es trasllada a Los Angeles l'any 1976. Obté un dels seus primers papers al cinema a No m'oblidaràs de Alan Rudolph l'any 1978.
Apareguda regularment a la televisió, obté un primetime Emmy per a la seva actuació a la sèrie de televisió Captain Furillo (1983). (1983).
Al cinema apareix entre d'altres a Miss Firecracker de Thomas Schlamme (1988), Gran Canyon de Lawrence Kasdan (1991) i Passion Fish de John Sayles (1992), film per al qual va ser nominada als Premis Globus d'Or.
L'any 1989, funda (amb Danny Glover, Mary Steenburgen, Blair Underwood, CCH Pounder…) Artists for a New South Africa, una associació sense ànims de lucre que preten combatre la SIDA i a fer progressar la llibertat i la igualtat a Sud-àfrica.
Està casada amb Roderick Spencer des de 1982, amb qui ha adoptat dos fills.

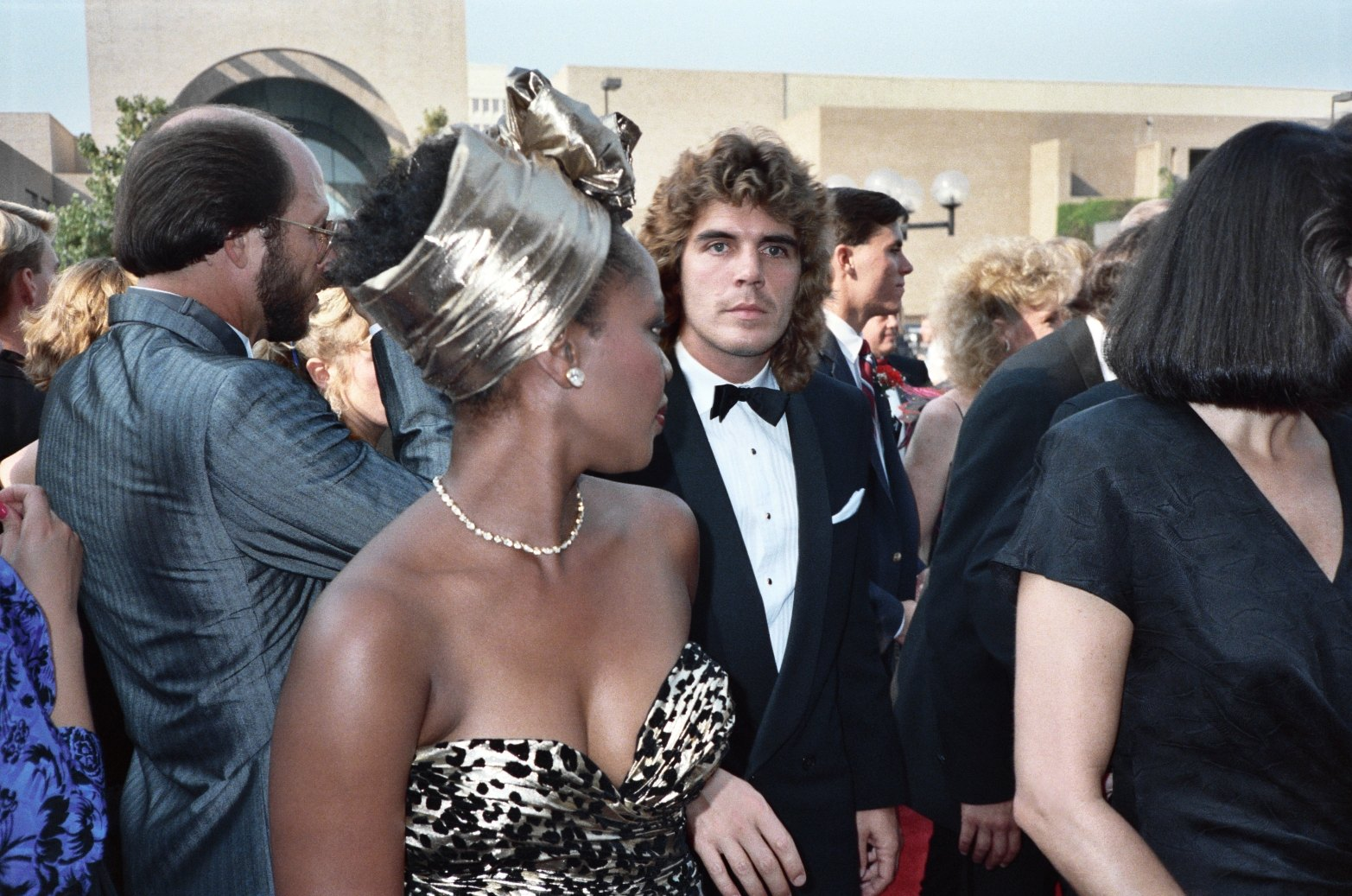
Alfre Woodard i el seu marit Roderick Spencer als Premis Emmy l'any 1987.

## Filmografia

### Cinema[5]
| Any  | Títol                      | Títol original                                              | Director                     | Paper                     | Notes                                      |
| ---- | -------------------------- | ----------------------------------------------------------- | ---------------------------- | ------------------------- | ------------------------------------------ |
| 1978 |                            | Remember My Name                                            | Alan Rudolph                 | Rita                      |                                            |
| 1980 | Health                     | HealtH                                                      | Robert Altman                | Sally Benbow              |                                            |
| 1983 |                            | Cross Creek                                                 | Martin Ritt                  | Geechee                   |                                            |
| 1984 |                            | Go Tell It on the Mountain                                  | Stan Lathan                  | Esther                    |                                            |
| 1986 | Extremities                | Extremities                                                 | Robert Milton Young          | Patricia                  |                                            |
| 1988 |                            | Scrooged                                                    | Richard Donner               | Grace Cooley              |                                            |
| 1989 | Miss Firecracker           | Miss Firecracker                                            | Thomas Schlamme              | Popeye Jackson            |                                            |
| 1991 |                            | Grand Canyon                                                | Lawrence Kasdan              | Jane                      |                                            |
| 1991 |                            | Pretty Hattie's Baby                                        | Ivan Passer                  | Hattie                    |                                            |
| 1992 |                            | The Gun in Betty Lou's Handbag                              | Allan Moyle                  | Attorney Ann Orkin        |                                            |
| 1992 | Passion Fish               | Passion Fish                                                | John Sayles                  | Chantelle                 |                                            |
| 1992 |                            | Rich in Love                                                | Bruce Beresford              | Rhody Poole               |                                            |
| 1993 |                            | Heart and Souls                                             | Ron Underwood                | Penny Washington          |                                            |
| 1993 | Bopha!                     | Bopha !                                                     | Morgan Freeman               | Rosie Mangena             |                                            |
| 1994 | Blue Chips                 | Blue Chips                                                  | William Friedkin             | Lavada McRae              |                                            |
| 1994 | Crooklyn                   | Crooklyn                                                    | Spike Lee                    | Carolyn Carmichael        |                                            |
| 1995 |                            | How to Make an American Quilt                               | Jocelyn Moorhouse            | Marianna                  |                                            |
| 1996 |                            | Follow Me Home                                              | Peter Bratt                  | Evey                      |                                            |
| 1996 |                            | Primal Fear                                                 | Gregory Hoblit               | Miriam Shoat              |                                            |
| 1996 |                            | A Step Toward Tomorrow                                      | Deborah Reinisch             | Dr. Sandlin               |                                            |
| 1996 |                            | Star Trek: First Contact                                    | Jonathan Frakes              | Lily Sloane               |                                            |
| 1998 |                            | Down in the Delta                                           | Maya Angelou                 | Loretta Sinclair          |                                            |
| 1999 |                            | Funny Valentines                                            | Julie Dash                   | Joyce May                 |                                            |
| 1999 |                            | Mumford                                                     | Lawrence Kasdan              | Lily                      |                                            |
| 1999 |                            | The Wishing Tree                                            | Ivan Passer                  | Clara                     |                                            |
| 2000 |                            | What's Cooking?                                             | Gurinder Chadha              | Audrey Williams           |                                            |
| 2000 |                            | Love and Basketball                                         | Gina Prince-Bythewood        | Camille Wright            |                                            |
| 2000 |                            | Dinosaure (Dinosaur)                                        | Eric Leighton Ralph Zondag   | Plio (veu)                |                                            |
| 2000 |                            | Lost Souls                                                  | Janusz Kamiński              | Dr. Allen                 |                                            |
| 2001 |                            | K-Pax                                                       | Iain Softley                 | Dr. Claudia Villars       |                                            |
| 2002 |                            | Els Thornberrys: La pel·lícula (The Wild Thornberrys Movie) | Cathy Malkasian Jeff McGrath | Akela (veu)               |                                            |
| 2002 | Baby of the Family         | Baby of the Family                                          | Jonee Ansa                   | Rachel                    |                                            |
| 2003 | El detectiu cantant        | The Singing Detective                                       | Keith Gordon                 | La cap d'equip            |                                            |
| 2003 |                            | The Core                                                    | Jon Amiel                    | Stickley                  |                                            |
| 2003 |                            | Radio                                                       | Michael Tollin               | Directora Daniels         |                                            |
| 2004 | Misteriosa obsessió        | The Forgotten                                               | Joseph Ruben                 | Detectiu Anne Pope        |                                            |
| 2005 | Beauty Shop                | Beauty Shop                                                 | Bille Woodruff               | Ms. Josephine             |                                            |
| 2006 |                            | Something New                                               | Sanaa Hamri                  | Joyce McQueen             |                                            |
| 2006 | Dance with Me              | Dance with Me                                               | Liz Friedlander              | Augustine James           |                                            |
| 2008 | American Violet            | American Violet                                             | Tim Disney                   | Alma Roberts              |                                            |
| 2008 | The Family That Preys      | The Family That Preys                                       | Tyler Perry                  | Alice Pratt               |                                            |
| 2008 | Reach for Me               | Reach for Me                                                | LeVar Burton                 | La infermera Evelyn       |                                            |
| 2008 | AmericanEast               | AmericanEast                                                | Hesham Issawi                | Angela Jensen             |                                            |
| 2013 | Twelve Years a Slave       | Twelve Years a Slave                                        | Steve McQueen                | Harriet Shaw              |                                            |
| 2014 | Annabelle                  | Annabelle                                                   | John R. Leonetti             | Evelyn                    |                                            |
| 2015 | Mississippi Grind          | Mississippi Grind                                           | Anna Boden Ryan Fleck        |                           |                                            |
| 2016 | Captain America: Civil War |                                                             |                              | Miriam                    |                                            |
| 2016 | So B. It                   |                                                             | Stephen Gyllenhaal           | Bernadette                |                                            |
| 2017 | Burning Sands              |                                                             | Gerard McMurray              |                           |                                            |
| 2018 | Saint Judy                 |                                                             |                              | Jutgessa Benton           |                                            |
| 2019 | Clemency                   |                                                             |                              | Warden Bernadine Williams |                                            |
| 2019 | Juanita                    |                                                             |                              | Juanita                   |                                            |
| 2019 | The Lion King              |                                                             | Jon Favreau                  | Sarabi                    | Paper de veu, reemplaçant a Madge Sinclair |
| 2020 | Fatherhood                 |                                                             |                              |                           | Filmant                                    |

### Televisió
| Any       | Títol                                           | Paper                      | Notes                          |
| --------- | ----------------------------------------------- | -------------------------- | ------------------------------ |
| 1978      | The Trial of the Moke                           | Lucy                       | Telefilm                       |
| 1979      | Freedom Road                                    | Katie                      | Telefilm                       |
| 1980      | The White Shadow                                | Sandra Wilcox              | Temporada 3, episodi 1         |
| 1981      | Palmerstown, U.S.A.                             | Nona                       | Temporada 2, episodi 6         |
| 1981      | Enos                                            | Darlene                    | Temporada 1, episodi 17        |
| 1981      | The Sophisticated Gents                         | Evelyn Evers               | MInisèrie                      |
| 1982      | The Ambush Murders                              | Kariha Ellsworth           | Telefilm                       |
| 1982      | Tucker's Witch                                  | Marcia Fulbright           | 1982 a 1983                    |
| 1983      | Capitaine Furillo                               | Doris Robson               | Temporada 4, episodis 5 a 7    |
| 1984      | Sweet Revenge                                   | Vicki Teague               | Telefilm                       |
| 1985      | Sara                                            | Rozalyn Dupree             | Sitcom                         |
| 1985      | Faerie Tale Theatre                             | Princessa Lovinia          | Emissió de televisió           |
| 1985      | Words by Heart                                  | Claudie Sills              | Telefilm                       |
| 1985      | Hôpital St. Elsewhere                           | Dr. Roxanne Turner         |                                |
| 1986      | La Loi de Los Angeles                           | Adrianne Moore             | Episodi pilot                  |
| 1986      | Unnatural Causes                                | Maude DeVictor             | Telefilm                       |
| 1987      | The Line                                        | Denise Powell              | Telefilm                       |
| 1987      | Mandela                                         | Winnie Mandela             | Telefilm                       |
| 1988      | The Child Saver                                 | Andrea Crawford            | Telefilm                       |
| 1989      | A Mother's Courage: The Mary Thomas Story       | Mary Thomas                | Telefilm                       |
| 1990      | Blue Bayou                                      | Jessica Filley             | Telefilm                       |
| 1994      | Race to Freedom: The Underground Railroad       | Harriet Tubman             | Telefilm                       |
| 1994      | Frasier                                         | Edna                       | Temporada 2, episodi 6         |
| 1995      | The Piano Lesson                                | Berniece Charles           | Telefilm                       |
| 1996      | Les Voyages de Gulliver                         | Reina dels Brobdingnag     | MInisèrie                      |
| 1996      | Special Report: Journey to Mars                 | Tamara O'Neil              | Telefilm                       |
| 1997      | The Member of the Wedding                       | Berenice Sadie Brown       | Telefilm                       |
| 1997      | Adventures from the Book of Virtues             | Harriet Tubman (veu)       | Sèrie d'animació               |
| 1997      | Miss Evers' Boys                                | Eunice Evers, R.N.         | Telefilm                       |
| 1997      | Happily Ever After: Fairy Tales for Every Child | Winoome Bear               | Sèrie d'animació (veu)         |
| 1998      | Homicide                                        | Dr. Roxanne Turner         | Temporada 6, episodi 16        |
| 2000      | Holiday Heart                                   | Wanda Dean                 | Telefilm                       |
| 2001      | The Wild Thornberrys: The Origin of Donnie      | La metge (veu)             | Telefilm d'animació            |
| 2003      | The Practice                                    | Denise Freeman             | Temporada 7, episodis 11 et 12 |
| 2003      | Nat Turner: A Troublesome Property              | Narradora                  | Documental                     |
| 2003      | Les Aventuriers des mondes fantastiques         | Mrs. Quiproquo             | Telefilm                       |
| 2003      | Static Choc                                     | Jean Hawkins (vei)         | Série d'animation              |
| 2005      | Inconceivable                                   | Dr. Lydia Crawford         | Temporada 1, episodis 1 et 2   |
| 2005      | Desperate Housewives                            | Betty Applewhite           | 2005 a 2006                    |
| 2006      | The Water Is Wide                               | Mrs. Brown                 | Telefilm                       |
| 2007      | Dibuixa una família                             | Edna Reilly                | Telefilm                       |
| 2008      | El meu millor enemic                            | Mavis Heller               |                                |
| 2009      | Maggie Hill                                     | Virginia                   | Telefilm                       |
| 2009      | Three Rivers                                    | Dr. Sophia Jordan          | 2009 a 2010                    |
| 2010      | Black Panther                                   | Dondi Reece (veu)          | Sèrie d'animació               |
| 2010      | Memphis Beat                                    | Tinent Tanya Rice          | 2010 a 2011                    |
| 2010      | True Blood                                      | Ruby Jean Reynolds         | 2010 a 2012                    |
| 2011      | Grey's Anatomy                                  | Justine Campbell           | Temporada 8, episodi 8         |
| 2012      | Steel Magnolias                                 | Ouiser                     | Telefilm                       |
| 2012      | Private Practice                                | Dee Bennett                | Temporada 6, episodi 5         |
| 2013      | Copper                                          | Hattie Lemaster            |                                |
| 2014-2015 | The Last Ship                                   | Amy Granderson             | 3 episodis                     |
| 2014-2015 | State of Affairs                                | Président Constance Payton | 13 episodis                    |
| 2016      | Luke Cage                                       | Mariah                     | 13 episodis                    |

### com a productora
- 1998: 'Down in the Delta
- 1999: Funny Valentines (TV)